# オイン・レダン
オイン・レダン（Eoin Reddan、1980年11月20日 - ）は、アイルランドの元ラグビーユニオン選手。

## プロフィール
- アイルランド・リムリック出身[1]。
- 現役時代のポジションはスクラムハーフ(SH)。
- 身長 176cm、体重 83kg
- アイルランド代表通算キャップ数は71でラグビーワールドカップ2007・ラグビーワールドカップ2011・ラグビーワールドカップ2015のアイルランド代表に選ばれた[2]。

## 略歴
コナート、マンスター、ワスプスを経て、2009年、レンスターに加入。 
2016年、現役を引退した。